# 独山子区
独山子区（維吾爾語：مايتاغ رايونى‎，拉丁维文：Maytagh Rayoni）是中华人民共和国新疆维吾尔自治区克拉玛依市所辖的一个市辖区，为克拉玛依市的飞地。区人民政府驻大庆东路9号。

## 历史
独山子地名来源于区境内的独山。独山呈东西走向“一”字形，因不与其它山体相连，独立于戈壁中而得名。
清光绪八年（1882年），大清在新疆置省，独子山属库尔喀喇乌苏直隶厅。1897年，独子山开始石油开采。清光绪二十八年（1902年）在乌苏城内设劝工所，创办劝工场，在独山子用土法炼石油，从此“独山子”正式作为地名。1936年，中华民国新疆省政府和苏联合办独山子炼油厂，在独山子逐渐形成石油工人聚居的矿区。中华民国抗日战争期間，独山子较少受战乱影响。国共内战尾声时，1949年12月6日，中国人民解放军六军十七师四十九团三营进驻独山子油矿。1950年，中华人民共和国与苏联在独山子成立中華人民共和国石油工业第一个合资企业——中苏石油股份公司，于1951年1月开始生产建设。1954年12月31日，中苏石油股份公司的中苏合营结束，由中方獨立經營。

### 行政区划演变
汉神爵二年（公元前60年）置西域都护府，本境屬之，南北朝時期先後属悦般、高车、厌哒、突厥、铁勒，唐贞观二十三年（649年），设立瑶池都督府，隶属安西都护府，统领西突厥十姓诸部，唐显庆二年（657年）将西突厥地分为濛池都護府、昆陵都护府，本境屬昆陵都护府，武周长安二年（702年）设立北庭都护府，统辖天山以北诸游牧部落。唐贞元六年（790年）葛逻禄与吐蕃联合攻陷北庭，遼延慶九年（1132年），耶律大石在葉密立称帝，本境属西辽。1225年成吉思汗滅西遼後分封诸子，今独山子一带处于察合台与窝阔台的封地之间，元大德十一年（1306年）窝阔台汗國被元朝和察合台汗国瓜分，1399年瓦剌將東察合台勢力排擠出天山北路。清乾隆二十一年（1756年），准噶尔汗国在清准戰爭被滅，乾隆二十七年（1762年）設置伊犁将军。
1913年，中华民国北京政府全国廢州府，库尔喀喇乌苏直隶厅改为乌苏县。1954年11月27日，成立独山子地方行政委员会，由新疆省政府直辖。12月，由新疆省民政厅、塔城专区行政公署、乌苏县人民政府、中苏石油股份公司派员组成的工作组，进驻独山子进行建政工作。2月22日，成立独山子矿区地方行政工作委员会，为县级建置。1956年，撤销独山子矿区地方行政工作委员会，设立独山子镇，由新疆维吾尔自治区直辖。1958年5月29日，中國国务院批准设立克拉玛依市，独山子镇改为独山子区，由克拉玛依市管辖。1982年2月16日，克拉玛依市升格为地级市，独山子为其下辖区。1984年9月28日，克拉玛依市改为县级市，独山子区改为独山子镇。1990年1月8日，克拉玛依市恢复为地级市，独山子镇改为独山子区。

## 地理
独山子区地处天山山脉北方，准噶尔盆地西南方，西面以奎屯河为界，南面以巴音沟居民点南边的山脉为界，东南面沿依什克塔乌的西边和北边为界，西、西南和东南三面与乌苏市接壤，东面与沙湾市相接，北面以乌鲁木齐～伊宁公路为界与奎屯市相邻。东西最长32千米，南北最长30千米，总面积448平方千米。独山子北距克拉玛依市区152千米，中间被奎屯市间隔。独山子地处交通要津，独库公路从这里出发，312国道、217国道途径独山子。
独山子地处山前冲积洪积倾斜平原，地表土厚约0.5米左右，从南向北土壤为棕钙土、荒漠灰钙土：其中棕钙土分布在南山山前洪积冲积扇上部和巴音沟牧场周围，荒漠灰钙土分布在南山洪积冲积平原中、下部。土中缺乏有机质，有机磷所占比例很小，土壤呈碱性，有较大面积薄土层，砂性重，混杂砾石多。土壤结构性差，漏水漏肥，易于板结。可耕地面积小，只能以水定耕。
独山子区野生动物有鹅喉羚（黄羊）、黄鼬、野兔、狐狸、刺猬、狼、野鸭、百灵、猫头鹰、野鸽、红隼、鹰、鹞等。野生植物有芨芨草、芦苇、木地肤、梭梭、叉毛蓬、角果藜、驼绒藜、猪毛菜、无叶假木贼、盐生草、盐爪爪、木碱蓬、大蓟、蒲公英、苦苣菜、苍耳、骆驼蓬、刺蒺藜、红柳、宽叶荨麻、野薄荷、列当、骆驼刺等。
独山子区属北温带大陆性干旱气候，夏季炎热，冬季寒冷漫长，两季温差大，春秋两季为过渡期，换季不明显。温度年、日变化大，降水较少，积雪期较长。空气干燥，蒸发量大，风力不大且多变。年平均气温为8.0℃，一年中最热的月份为7月，月平均气温为25.9℃，最冷的月份为1月，月平均气温为-13.8℃。年平均降水量184.4毫米，年平均降雨日85.6天，年平均降雪日69.8天，途径河流为奎屯河、依什克塔乌帕纳河。

## 经济
2011年，独山子区地区生产总值71.9亿元人民币，其中第一产业增加值0.5亿元人民币，第二产业增加值62.7亿元人民币，第三产业增加值8.7亿元人民币。农林牧渔业总产值14638.5万元人民币，其中林业产值5209.6万元人民币，畜牧业产值3376.5万元人民币，农林牧渔服务业产值6052.4万元人民币。全区规模以上工业企业实现工业总产值577.9亿元人民币，其中中央石油石化企业累计实现工业总产值538.9亿元人民币。城镇居民人均可支配收入20680.95元人民币，城市居民人均消费性支出15793.41元人民币。
独山子是中国石油工业的发祥地之一，是西部重要的石化基地。石油、天然气是独山子的主要自然资源，油层浅、原油质地优良，天然气中乙烷含量较高。2020年，独山子区累计加工原油710万吨，生产乙烯141万吨。

## 行政区划
1957年，独山子居民住宅区划分为8个区，由居民委员会管理，受镇人民委员会民政科领导。20世纪70年代，居民委员会改由炼油厂劳动服务公司管理。1982年，居民委员会改由独山子公安分局派出所管理。1988年，撤销居民委员会，居民区改由百户长管理。1994年，撤销百户长，恢复居民委员会，由区民政局管理，并对各居民委员会所管范围重新划分。1999年2月，成立金山路街道办事处和西宁路街道办事处。2018年6月，成立新北区街道办事处。
独山子区下辖3个街道办事处：金山路街道、西宁路街道和新北区街道。
| 统计用区划代码 | 名称       | 下辖区划                                                                                   |
| -------------- | ---------- | ------------------------------------------------------------------------------------------ |
| 650202001000   | 金山路街道 | 第一居委会，第二居委会，第三居委会，第四居委会，第五居委会，第八居委会、第七社区           |
| 650202002000   | 西宁路街道 | 第六居委会、第九居委会、第十居委会、第十一居委会、第十二居委会、第十三居委会、第十四居委会 |
| 650202003000   | 新北区街道 | 第十五社区、第十六社区、第十七社区、第十八社区、第十九社区                                 |

## 人口
民族结构比率
2020年，独山子区总人口8.64万人。由汉族、维吾尔族、哈萨克族、蒙古族、锡伯族、满族等31个民族组成，少数民族人口占总人口的25.8%。
2011年末，独山子区有大中专院校1所，普通中学1所，普通小学4所，幼儿园8所。普通中学在校生2934人，普通小学在校生4656人，幼儿园在校生2497人。
2000年第五次全国人口普查，汉族38505人，占总人口的75.9％，维吾尔族7692人，占总人口的14.1％，哈萨克族2150人，占总人口的3.9％。

## 旅游
- 新疆第一口油井[19]
- 独山子大峡谷[20]
- 泥火山[2]